# 실라지 아론
실라지 아론(헝가리어: Szilágyi Áron, 헝가리어 발음: [ˈsilaːɟi ˈaːron], 1990년 1월 14일~)은 헝가리의 펜싱 선수로 주 종목은 사브르이다. 2012년, 2016년, 2020년 하계 올림픽 사브르 개인전 연속으로 금메달을 획득하여 남자 펜싱 선수로는 처음으로 올림픽 펜싱 개인전 3연패를 달성했다.

## 경력
9세 때 펜싱을 시작하였다. 2008년 베이징에서 열린 2008년 하계 올림픽에 참가하였는데, 이 대회에서 그는 개인전 16강에서 탈락하였고, 단체전에서는 7위를 기록하였다. 그는 이후 2012년에 런던에서 열린 2012년 하계 올림픽 사브르 개인전 출전권을 획득했는데, 그는 이 토너먼트에 참가한 유일한 헝가리 선수였다. 실라지는 이 토너먼트에서 우승을 하며 금메달을 목에 걸었다.